# فيليبو بيليني
فيليبو بيليني (بالإيطالية: Filippo Bellini)‏ هو رسام إيطالي، ولد في 1550 في أوربينو في إيطاليا، وتوفي في 1604 في ماشيراتا في إيطاليا.